# Abri de Cervantes
 (janvier 2023).
Si vous disposez d'ouvrages ou d'articles de référence ou si vous connaissez des sites web de qualité traitant du thème abordé ici, merci de compléter l'article en donnant les références utiles à sa vérifiabilité et en les liant à la section « Notes et références ».
L’abri de Cervantes est un abri antiaérien de la guerre civile espagnole situé à côté du Parque de Cervantes (parc de Cervantes) dans la ville d’Alcoy (Alicante), Communauté Valencienne. Il a été construit en 1938 puis rénové et ouvert au public le 12 avril 2006.
À l’occasion de la guerre civile espagnole ont été construits plus de 25 abris tout au long de la ville d’Alcoy, pour protéger des bombardements aériens effectués par avions Savoia SM 79 de l’Aviation Légionnaire italienne, qui a bombardé d’Alcoy du 20 septembre 1938 au 11 janvier 1939.
L'abri souterrain a une capacité de 1 166 personnes et plus de 100 mètres de longueur. Il est composé de huit galeries, où la population a été communiquée par deux allées. Sa superficie est de 292 m2. Il a aussi quatre toilettes ou latrines, deux lavabos et une salle de premiers soins.
L’accès au refuge se fait par un long couloir où l'on peut contempler l’étiquette originale "est dangereux de rester ici" à cause du danger d’être touché par l'onde de choc d'une bombe.
Le refuge est un musée où chaque galerie est consacrée à une rubrique spécifique. Le musée recrée les données et antenne photographies contre les attaques par les bombardiers italiens Savoia 79, qui a agi sur Alcoy. L’exposition a un écran interactif avec des objets militaires et une projection vidéo avec des témoignages de personnes qui ont vécu le bombardement de la ville.